# الضبعانة
الضبعانة وهي قرية من قرى محافظة بيشة التابعة إلى منطقة عسير في المملكة العربية السعودية.

## الموقع
تقع القرية جنوب غربي مدينة بيشة على بعد 20 كم خط نظر و26 كم على الطريق السريع، وتتبع مركز بلدية الحازمي الذي يقع شمال مركز القرية على مسافة أقل من 2 كم، ويقع جنوبها وادي ترج الذي يتجه من الغرب إلى الشرق ليصب في وادي بيشة.

## التسمية والتاريخ
هو اسم مؤنث مشتق من اسم ضبعة وهو اسم وادي ينحدر من جبل الشرف ويرفد وادي العوص ليصب في وادي بيشة، والضبعة بالفتح هو جبل أحمر يقع في إمارة العرين من منطقة عسير ويقع بالقرب من قرية البهرة وقرية الاحمارة شرقي وادي العرين وشمال بلدة الحوطة في بلاد آل سليمان الحرقان.
تضم القرية أيضاً مسجدين ومركزاً للرعاية الصحية وفيها عدد من المدارس.